# Sinh vật dị dưỡng

Tổng quan chu trình giữa tự dưỡng và dị dưỡng

Sinh vật dị dưỡng là một nhóm sinh vật tiêu thụ hoặc hấp thụ cacbon hữu cơ (thay vì cố định cacbon từ các nguồn vô cơ như cacbon dioxide) để có thể sản xuất năng lượng và tổng hợp các hợp chất để duy trì sự sống. Kiểu dinh dưỡng này khác với dinh dưỡng của các sinh vật tự dưỡng như thực vật và tảo, chúng là những loài có thể dùng năng lượng từ ánh sáng mặt trời hoặc các hợp chất vô cơ để tạo ra các hợp chất hữu cơ như cacbohydrat, mỡ, và protein từ cacbon dioxide vô cơ. Các hợp chất cacbon bị khử này có thể được sử dụng làm nguồn năng lượng cho quá trình tự dưỡng và cung cấp năng lượng ở dạng thực phẩm được tiêu thụ bởi các sinh vật dị dưỡng.

## Phân loại
Sinh vật dị dưỡng có thể được chia ra loài vô cơ dưỡng hoặc hữu cơ dưỡng. Loài vô cơ dưỡng dùng các chất vô cơ làm nguồn dinh dưỡng, trong khi đó loài hữu cơ dưỡng dùng các chất hữu cơ. Cũng có một cách chia khác là loài quang dưỡng và hóa dưỡng. Loài quang dưỡng sử dụng nguồn năng lượng từ ánh sáng cho các Trao đổi chất chuyển đổi thức ăn/nhiên liệu thành năng lượng để sử dụng cho các quá trình của tế bào, biến đổi thức ăn/nhiên liệu thành các đơn vị để tạo nên protein, lipid, axit nucleic cùng một số carbohydrate và loại bỏ chất thải nitơ, còn loài hóa dưỡng lấy năng lượng từ các phản ứng oxy-hóa bao gồm tập hợp các phản ứng và quá trình trao đổi chất diễn ra trong các tế bào của sinh vật để chuyển đổi năng lượng hóa học có trong chất dinh dưỡng.
2 cách phân loại trên cho ta nhiều phân loại nhỏ hơn như sau:
Quang hữu cơ dưỡng là loài vừa dùng ánh sáng làm nguồn năng lượng, vừa dùng năng lượng từ phản ứng oxy-hóa và xây dựng tế bào bằng chất hữu cơ trong môi trường. Hóa vô cơ dưỡng là loài dùng năng lượng từ phản ứng oxy-hóa các chất vô cơ. Hỗn dưỡng là loài đứng giữa dị dưỡng và tự dưỡng, do đó có thể sống trong điều kiện cần tự dưỡng và dị dưỡng.
Sinh vật dị dưỡng sử dụng toàn bộ năng lượng cho quá trình phát triển và sinh sản, khác với các sinh vật tự dưỡng phải dùng một phần năng lượng để tổng hợp cacbon.

## Sinh thái
Nhiều loài sinh vật dị dưỡng cũng là loài hóa hữu cơ dưỡng, chúng sử dụng hợp chất cacbon hữu cơ làm nguồn cacbon, và chất hữu cơ làm chất khử và nguồn năng lượng. Sinh vật dị dưỡng trong đa số trường hợp là sinh vật tiêu thụ trong chuỗi thức ăn, chúng nhận dinh dưỡng mà các loài hủ sinh, kí sinh, và hoàn sinh. Chúng phân rã các chất hữu cơ phức tạp (tinh bột, protein, chất béo) do các loài tự dưỡng tổng hợp thành các chất hữu cơ đơn giản hơn (đường glucozo, amino acid, axit béo và rượu glycerol).Những sinh vật phân giải chất hữu cơ trên xác sinh vật để tổng hợp chất hữu cơ của bản thân gọi là dị dưỡng hoại sinh.
Động vật là loài dị dưỡng do nuốt, nấm là loài dị dưỡng do hấp thụ.